# Bramsnæs
Bramsnæs is een voormalige gemeente in Denemarken. De oppervlakte bedroeg 79,88 km². De gemeente telde 9391 inwoners waarvan 4749 mannen en 4642 vrouwen (cijfers 2005).
Na de herindeling van 2007 werden de gemeentes Bramsnæs en Hvalsø bij Lejre gevoegd.

## Geschiedenis
De gemeente werd opgericht in 1970 door de samenvoeging van de volgende parochies:
- Gershøj
- Hyllinge
- Lyndby
- Rye
- Kirke Sonnerup
- Sæby